# 奕辰
奕辰是台灣的漫畫家、插畫家、電腦繪圖講師，原名林奕辰。

## 人物資料
奕辰最初為寫實系插畫家，曾繪製多款遊戲宣傳圖及小說封面插畫，曾出版《CG‧插畫向上計劃：名家風格技法解構》、《Painter & CG 奇幻風設計 - 亦辰的幻繪奇想》等繪圖專書，也在聯成電腦擔任電繪講師。
2012年後轉以漫畫工作為主，《芒神》為其第一部少年漫畫作品，並獲得第三屆金漫獎最佳潛力獎。2022年6月初，奕辰自主出版《二零七之骨》第一卷，於隔年第14屆金漫獎獲得年度漫畫獎

## 作品

### 漫畫
- 《芒神》（連載於ComicWalker 2013年5月-2017年5月，全五冊）
- 《二零七之骨》（自主出版 2022年6月1日-）

### 工具書
- 《Painter & CG 奇幻風設計 - 亦辰的幻繪奇想》